# Anyone Who Had a Heart

Erstveröffentlichung auf Scepter Nr. 1262
mit Dionne Warwick

Anyone Who Had a Heart ist der Titel eines Popsongs, der von Burt Bacharach komponiert und von Hal David getextet wurde. Er wurde 1963 in den USA von Dionne Warwick und 1964 in Großbritannien von Cilla Black veröffentlicht. Die Cilla-Black-Version wurde in Großbritannien ein Nummer-eins-Hit. 

## Inhalt
Texter Hal David konnte bereits auf eine Reihe von Erfolgen zurückblicken, schon in den 1950er Jahren hatte er Songtexte geschrieben, die in den US-Charts landeten. Bevor er den Text zu Anyone Who Had a Heart schrieb, hatte Bobby Vinton mit dem von David verfassten Titel Blue on Blue Platz drei in den Hitlisten erreicht. Im Text von Anyone Who Had a Heart thematisiert David das Problem der Untreue gegenüber einem liebenden Menschen. „Ich nehme dich zurück, ohne dich würde ich sterben. Du sollst wissen, ich liebe dich so.“ Der Inhalt wird in 15 Zeilen abgehandelt, der zweite Vers wird zweimal wiederholt.

## Dionne Warwick
Die Produktion des Songs Anyone Who Had a Heart mit Dionne Warwick, die bisher mit drei bescheidenen Notierungen in den Billboard Hot 100 notiert gewesen war, erfolgte in den Manhattaner Bell Sound Recording Studios unter Leitung des Autorenteams Bacharach/David. Im November 1963 wurde der Titel von der New Yorker Plattenfirma Scepter auf der Single Nummer 1262 veröffentlicht. Am 21. Dezember 1963 erschien der Titel erstmals in den Hot 100 des US-Musikmagazins Billboard, wo er auf Platz 77 startete. Im Januar hatte Dionne Warwick mit Rang acht das beste Ergebnis in den Hot 100 erreicht. Insgesamt war Anyone Who Had a Heart dort 14 Mal vertreten, besser konnte sich der Song in den AC-Charts (2.) und in der Rhythm-and-Blues-Hitliste (6.) platzieren. Die Warwick-Version wurde weltweit exportiert, kam aber in Europa nur in den Niederlanden und Belgien unter die Top 10 (jeweils 4.), in Großbritannien und Deutschland landete Dionne Warwick jeweils lediglich auf Rang 42. In Deutschland war dies bis Heartbreaker im Jahre 1982 ihre erste und letzte Chartsnotierung.

## Cilla Black
Trotz des mäßigen Abschneidens der Warwick-Version von Anyone Who Had a Heart in Großbritannien entschloss die britische Plattenfirma Parlophone eine Coverversion mit der 20 Jahre alten Nachwuchssängerin Cilla Black zu produzieren. Diese wurde unter Leitung von George Martin in den Londoner Abbey Road Studios produziert. Anyone Who Had a Heart mit Cilla Black erschien im Januar 1964 auf der Parlophone-Single mit der Katalog-Nummer 5101. Es war erst die zweite von Cilla Black veröffentlichte Schallplatte. Am 8. Februar 1964 konnte sich Cilla Black mit ihrem neuen Titel erstmals in der Top-50-Liste der britischen Charts platzieren. Bereits drei Wochen später stand sie an der Spitze der Charts, wo sie sich drei Wochen lang halten konnte. Auch in ausländischen Hitlisten kam Cilla Blacks Version zum Zuge, in Irland, Neuseeland und Südafrika wurde sie ebenfalls ein Nummer-eins-Hit. In den deutschen Top 40 kam Cilla Black auf Rang 37.

## Petula Clark
Große Erfolge mit dem Bacharach/David-Song hatte die Britin Petula Clark 1964 mit ihren fremdsprachigen Coverversionen. Am erfolgreichsten war sie mit der italienischen Version Quelli che hanno un cuore von Giuseppe Cassia, die Platz fünf in den italienischen Charts erreichte. Ralph Bernet lieferte mit Ceux qui ont un cœur einen französischen Text und für Spanien dichtete Augusto Algueró alias C. Mapel den Song in Tu no tienes corazon um. Auch der deutsche Textautor Ernst Bader schrieb für Petula Clark einen Text, seine Titelzeile lautet Alles ist nun vorbei. Der Titel erschien im April 1964 in Deutschland auf der Vogue-Single Nr. 14148 und erreichte in den deutschen Hitlisten wie Cilla Blacks englische Version Platz 37.

## Weitere Coverversionen
Im unmittelbaren zeitlichen Zusammenhang wurden Single-Aufnahmen von Anyone Who Had a Heart in Großbritannien mit weitgehend unbekannten Sängerinnen wie Joan Baxter, Mary May oder Maggie Roberts produziert. Erst in späteren Jahren nahmen die populären Interpreten The Orlons (1966), The Lettermen (1968) und Sandie Shaw (1982) den Titel als Singles auf. Auf Langspielplatte hatten Dusty Springfield (1964), Eve (1970), Martha Reeves (1972), Shirley Bassey (1979), Percy Faith (instrumental 1964) und Burt Bacharach (instrumental 1969) Anyone Who Had a Heart im Programm. Marion Maerz veröffentlichte die Coverversion Alles ist nun vorbei 1971 auf ihrer Langspielplatte Marion Maerz singt Burt Bacharach. 2008 veröffentlichte Atomic Kitten eine Version auf dem Sampler Liverpool – The Number Ones Album.

## Single-Diskografie
| Interpreten    | Titel                     | Label            | veröffentlicht         |
| -------------- | ------------------------- | ---------------- | ---------------------- |
| Dionne Warwick | Anyone Who Had a Heart    | Scepter 1262     | USA, 11/1963           |
| Dionne Warwick | Anyone Who Had a Heart    | Pye Int. 25234   | Großbritannien, 2/1964 |
| Dionne Warwick | Anyone Who Had a Heart    | Vogue 14122      | Deutschland, 3/1964    |
| Cilla Black    | Anyone Who Had a Heart    | Parlophone 5101  | Großbritannien, 1/1964 |
| Cilla Black    | Anyone Who Had a Heart    | Odeon 22685      | Deutschland, 3/1964    |
| Cilla Black    | Anyone Who Had a Heart    | Parlophone 16357 | Niederlande, 1964      |
| Mary May       | Anyone Who Had a Heart    | Fontna 440       | Großbritannien, 1/1964 |
| Joan Baxter    | Anyone Who Had a Heart    | Embassy 616      | Großbritannien, 2/1964 |
| Petula Clark   | Ceux qui ont un cœur      | Vogue 1184       | Frankreich, 2/1964     |
| Petula Clark   | Alles ist nun vorbei      | Vogue 14148      | Deutschland, 4/1964    |
| Petula Clark   | Quelli che hanno un cuore | Vogue 35045      | Italien, 4/1964        |
| Petula Clark   | Tu no tienes corazón      | Vogue EP 126     | Spanien, 11/1964       |
| The Orlons     | Anyone Who Had a Heart    | Calla 113        | USA, 5/1966            |
| The Lettermen  | Anyone Who Had a Heart    | Capitol 2196     | USA, 5/1968            |
| Sandie Shaw    | Anyone Who Had a Heart    | Vigin 484        | Großbritannien, 3/1982 |